# 清水公一
清水 公一（しみず こういち、1946年 - ）は、城西大学名誉教授、日本の経営学者(企業の広告・コミュニケーション)。商学修士(早稲田大学)。城西大学経営学部・大学院経営学研究科元教授。日本大学、明治学院大学、獨協大学元講師。日本屋外広告フォーラム元会長（会員社：理事社、幹事社を含めて全国約70社の屋外広告会社が加盟）。川口市景観形成委員会元会長。坂戸市同和対策審議会会長。

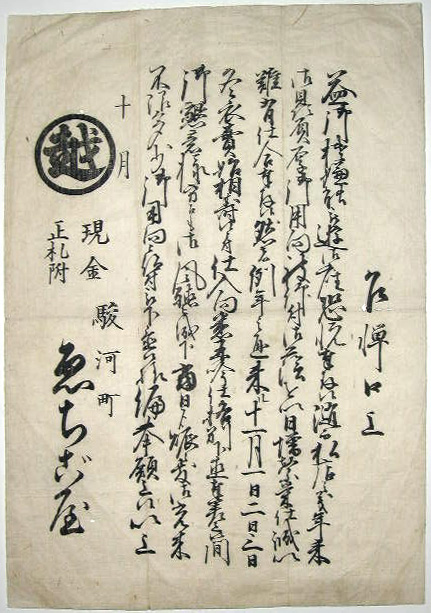
三越の前身、ゑちご屋のチラシ

## 略歴
- 1969年　城西大学経済学部卒業(１期生)
- 1973年　早稲田大学大学院商学研究科修了（小林太三郎ゼミ、修士論文でマーケティングミックスの独自の「共に生きる4Cモデル」後に「共創４C」を発表）[1]
- 1973年　城西大学経済学部助手
- 1977年　城西大学経済学部講師（1979年「7Cs COMPASS MODEL」を提唱）[2]
- 1980年　城西大学経済学部助教授（1981年「コ・マーケティング」、1982年「共生マーケティング」を提唱）[3]
- 1990年　城西大学経済学部教授（経営学科）
- 2003年　城西大学大学院経営学研究科教授
- 2004年　城西大学経営学部教授
- 2017年　城西大学退職
- 2025年　名誉教授

## 歴任
- 1969年　学校法人城西大学評議員（初代卒業生評議員）
- 1973年　第2代城西大学同窓会長（「けやき」第1号発行、第1回ホームカミングデー開催、同窓会設立準備委員、規約担当）
- 1990年　カリフォルニア大学リバーサイド校 (UCR) 初代レジデントディレクター（UCRで城西からの留学生に1年間ゼミ指導）
- 1991年　JEAP実施委員会委員長（海外留学の管理）
- 1993年　就職部長（1997年迄）
- 1994年　埼玉県広報効果検討委員会委員「彩広マニュアル」作成
- 1997年　経営学科主任（後の経営学部長と同格）
- 1998年　日本広告学会（常任理事、論集編集委員会委員長、日本経済学会連合評議員）
- 2000年　埼玉国体広報委員スローガン部会長として、愛称「彩の国まごころ国体」、スローガン「とどけこの夢この歓声！」を決定
- 2001年　坂戸市都市計画審議会会長
- 2001年　埼玉国体広報委員としてマスコット「コバトン」（後に埼玉県のキャラクター）を決定。
- 2002年　学生部長（2011年迄）
- 2003年　城西大学大学院経営学研究科教授、経営学部教授
- 2004年　男子駅伝部部長（部は箱根駅伝に出場）
- 2005年　屋外広告調査フォーラム会長（1999年設立に参画、現日本屋外広告フォーラム、2023年迄）
- 2006年　坂戸市総合振興審議会会長
- 2006年　全国鉄道広告振興協会理事(日本鉄道広告協会の前身)
- 2006年　健康市民大学運営委員長
- 2008年　埼玉県屋外広告物審議会委員
- 2009年　川口市景観形成委員会会長（2023年迄、11月10日川口市市制施行90周年記念式典にて表彰状を受ける）
- 2009年　城西大学陸上部部長（男子駅伝部、女子駅伝部、陸上競技部を統括）
- 2016年　明海大学倫理委員会委員
- 2021年　坂戸市同和対策審議会会長
- 2021年　日本広告学会名誉会員
- 2025年　名誉教授
- 2025年　第75回全国植樹祭埼玉県実行委員、テーマシンボルマークポスター原画専門委員会委員長として「人・森・川　つなげ未来へ彩の国」を決定

## 専門領域・持論
- 企業の広告戦略（特に屋外広告）、マーケティング・コミュニケーション、消費者行動
- マーケティング（本人持論：「共生マーケティング」、「コ・マーケティング」、「7Cs COMPASS MODEL」、「マーケティングミックスの4C理論（共創４C）」が英独仏西中韓露アラビア語、ハンガリー語、チェコ語、カンボジア語で紹介）[4][5][6][7][8]

## 所属学会
- 日本広告学会（名誉会員）

## 著書（単独著）
- (2019)『広告の理論と戦略』第19版（創成社）ISBN 978-4-7944-2435-8
  - （日本広告学会学会賞受賞、第13版が北京大学より中国語版翻訳出版、第9版と第14版がそれぞれ台湾で繁体字版翻訳出版）
- (2016)『共生マーケティング戦略論』第5版（創成社）ISBN 978-4-7944-2482-2
- (1998)『ビジュアル-広告の基本』第5刷、日経文庫（日本経済新聞社）ISBN 4-532-10679-6（韓国語版翻訳出版、ISBN 978-89-91814-46-2, ISBN 89-956207-1-4(set)
- (2022)『サステナブル時代のコ・マーケティング 7Cコンパスモデル』（五絃舎）ISBN 978-4-8643-4156-1

## 著書論文の被引用文献
- Brian Solis(2011)"Engage!: The Complete Guide for Brands and Businesses to Build, Cultivate, and Measure Success in the New Web," John Wiley & Sons, Inc.,pp.201-202.
- Ross Gordon(2012)"Re-thinking and re-tooling social marketing mix, "Australasian Marketing Journal 20,pp.122-126.
- Meliesa Florentin Gunawan and Leo Aldianto(2013)"Box for Living Business Strategy 7Cs Compass Model Analysis and the Implementation of Business Model Canvas," The Indonesian Journal of Business Administration, pp.1263-1288.
- Jeff French, Ross Gordon(2015)"Strategic Social Marketing,"Sage,p.90.
- 胡暁云、張健康著(2007)『現代広告学』,浙江大学出版社,pp.352-353.ISBN 978-7-308-05219-1
- 『マーケティング・コミュニケーション大辞典』（宣伝会議）
- 明田往洋(2006)「第21講・企業経営と広告」『広告に携わる人の総合口座』日経広告研究所、p313.
- 生田哲雄(1984)『ビジネス・プランニング』東洋経済新報社、pp.193-5.
- 大石準一(1994)『広告論概説』世界思想社,p.5.
- 小林太三郎監修嶋村和恵・石崎徹共著(1997)『日本の広告研究の歴史』電通、p.56.pp.266-7.
- 根本昭二郎(1992)『広告コミュニケーション新論』日経広告研究所、pp.138-139.
- 望月明(1991)『広告ビジネス・ハンドブック』宣伝会議、pp.295-6.
- 池田紀行、山崎晴生(2014)『次世代共創マーケティング』SB Creative, p227.
- 新津重幸 (2017)『日本型マーケティングの進化と未来』白桃書房, pp.6-12.

## 編著
- 清水公一編著(2009)『マーケティング・コミュニケーション』五絃舎 ISBN 978-4-9018-1079-1  C3034（執筆者：日高光宣、加藤雄一郎、伊吹勇亮、李キョンテ、猿山義広、長島広太、栗原信征、川村洋次、世良耕一、宮川清、下村直樹）

## 共著
- 『広告コミュニケーション論』（税務経理協会）
- 『現代広告論』（実教出版）
- 『現代の広告』（誠文堂新光社）
- 『マーケティング』（白桃書房）
- 『プロモーションの理論と戦略』（ダイヤモンド社）
- 『広告概論』（ダイヤモンド社）
- 『広告効果測定ハンドブック』（日本能率協会）
- 『現代経営論』（創成社）
- 『小売業のマーケティング』（白桃書房）
- 『新・マーケティング総論』（創成社）
- 『現代マーケティング』（白桃書房）
- 『広告新時代への提言』（日経広告研究所）
- 『マーケティング概論』（同文舘）
- 『流通と商業』（創成社）

## 学術論文
- 「非重複オーディエンス算出モデルの実証－各国研究のわが国への適応性－」、広告科学第４集、日本広告学会。
- 「マーケティング・マネジメントの新しいフレームワーク---7Cs COMPSS MODELの構築---」、城西経済学会誌第15巻第1号、城西経済学会。
- 「インボルブメントの低い状況下における消費者行動の特質」（共）、広告科学第11集、日本広告学会。
- 「新しい広告効果モデル構築の試み」、城西経済学会誌、第21巻第2・3号、城西経済学会。
- 「商品に対するインボルブメントの地理的・人口統計的比較」（審査付き論文）、日経広告研究所報123、第23巻1号、日経広告研究所。
- 「経済環境の変遷と非営利組織のマーケティング・コミュニケーション戦略の特色」、日本消費経済学会報第11集、1989年度号、日本消費経済学会。
- 「DAGMAR以降の新しい広告効果モデルの構築---日米消費者調査を踏まえて---」、広告科学第21集、日本広告学会。
- 「消費者との共生マーケティング戦略---ミックス戦略からインテグレーション戦略---」、日本消費経済学会年報第16集，日本消費経済学会。
- 「IMC総合モデルの構築」、日経広告研究所報169号、1996年10月/11月号、日経広告研究所。
- 「外資系企業におけるCEOのIMC観について」（共）、広告科学第37集、日本広告学会。
- 「統合型マーケティング・コミュニケーション戦略の提言」、城西大学経済経営紀要、第20巻第1号（通巻25号）2002年3月号。
- 「アメリカ屋外広告事情と日本の効果測定指標」、城西大学国際文化研究所紀要、2002年10月。
- 「屋外広告指標推定システムの構築」、日経広告研究所報276、2014年8,9月号、日経広告研究所。
- 「屋外広告における媒体属性の違いによる効果仮説の検証」、日経広告研究所報、2016年8,9月号、日経広告研究所。

## 辞典（項目を分担し、その意味を執筆）
- 『マーケティング辞典』（同文舘出版）
- 『消費者教育事典』（有斐閣）
- 『現代商業流通辞典』（中央経済社）
- 『現代消費生活経済辞典』（税務経理協会）
- 『販売用語辞典』（日本経済新聞社）
- 『広告販売促進辞典』（創成社）
- 『プロフェッショナル英和辞典（スペッド・ベガ）』（小学館）
- 『マーケティング・コミュニケーション大辞典』（宣伝会議）
- 『プログレッシブ-ビジネス英語辞典』（小学館）

## 翻訳著
- 『実践・IMC戦略』（共訳、ラリー・パーシー著、共訳者：小林太三郎、中山勝己、日経広告研究所）